# Thérèse Durnerin
Thérèse Durnerin (* 31. Dezember 1847 in Paris; † 7. April 1905 ebenda) war eine französische römisch-katholische Mystikerin und Gründerin der Société des Amis des Pauvres.

## Leben und Wirken

### Pariserin aus gutem Hause
Thérèse Durnerin war die Tochter eines katholischen Arztes, welcher der karitativen Vinzenzgemeinschaft angehörte, und die Enkelin von Nicolas-Étienne Quatremère (1751–1794), den die Französische Revolution guillotiniert hatte, weil seine Philanthropie „die Armen demütigte“. Mit dem Vater machte sie als Jugendliche Reisen durch Deutschland, die Schweiz und Italien und hatte 1864 in Rom eine Audienz bei Papst Pius IX.

### Erkrankung und Aufopferung
Nach dem Verlust des Vaters 1868 und schrecklichen Erlebnissen während der Pariser Kommune entwickelte sich ihre des längeren schon bestehende Anämie zu einem Zustand der Bettlägerigkeit, für die keine Heilung erwartet wurde. 1875 verlor sie auch ihre Mutter und fasste von da ab ihre Krankheit als Möglichkeit des stellvertretenden Leidens für die Sünden der Welt auf, als Sühneopfer in der Nachfolge Jesu Christi. 1881 war sie zum letzten Mal außer Haus. Sie verbrachte ihr Leben mit Handarbeit und Gebet.

### Propagandistin der Herz-Jesu-Verehrung
Ab Dezember 1883 berichtete sie über Erscheinungen des „Ecce Homo“, ab 1885 begann sie zu schreiben, behauptete, von Jesus zum Schreibapostolat und zur christlichen Propaganda aufgefordert zu sein und verfasste Gebetszettel, von denen sie mehr als eine Million drucken und verteilen ließ, zuerst in Französisch, später auch in anderen Sprachen. 1888 veröffentlichte sie das Buch Die Hostie und der Priester. Das eucharistische Herz Jesu (L'hostie et le prêtre. Le coeur eucharistique de Jésus), das im Zeitalter der Herz-Jesu-Verehrung innerhalb von zwei Jahren eine Auflage von 200.000 erreichte.

### Gesellschaft der Freunde der Armen
Ihren Gedanken eines eucharistischen Kreuzzugs zur Evangelisierung der armen Unterschicht auf der Basis der Mobilisierung vornehmlich von frommen Laien konnte sie intensiv verfolgen, da sie ab 1890 wider Erwarten ihre Gehfähigkeit zurückerlangte, Kirchen- und Armenbesuch möglich war und sie innerhalb Frankreichs zahlreiche Reisen unternahm, vornehmlich zu Wallfahrtsorten wie Lourdes. 1895 gründete sie offiziell das Laienwerk „Gesellschaft der Freunde der Armen“ (Société des Amis des Pauvres), das mit der Hinwendung zu den Armen derart Ernst machte, dass die Pfarrer sich gegen die Versammlung einer Art „Lumpenproletariat“ in ihren Kirchen zu wehren begannen und sich bei Kardinal Richard beschwerten. In mehreren Treffen mit dem Kardinal (1892, 1896) pochte Thérèse auf die Übernatürlichkeit ihres von Jesus selbst geforderten Werks, argumentierte, auch die Armen hätten eine Seele, die es zu retten gelte, und setzte sich durch. Als Handreichung für die Gesellschaft schrieb sie das „Kleine Handbuch der Gesellschaft der Freunde der Armen“ (Petit Manuel de la Société des Amis des Pauvres), teilte die Gesellschaft in Frauen (Soeurs) und Männer (Frères) und fügte eine Untergemeinschaft von Helfern (Auxiliaires) an, die der Gesellschaft nahestanden, ohne jedoch die Gelübde von Keuschheit und Armut abzulegen.

### Ausbreitung der Gesellschaft, Tod und Nachwirkung der Gründerin
Im Klima der religionsfeindlichen Dritten Republik hatte die Gesellschaft arg zu kämpfen, da ein Teil ihrer Häuser geschlossen wurden, doch gelangen immer wieder Neugründungen an anderer Stelle, vornehmlich in Paris, später auch an anderen Orten in Frankreich und in Belgien. Thérèse Durnerin starb 1905 im Alter von 57 Jahren. Schon 1908 erschien die erste von mehreren Biographien, in denen ihr Werk gewürdigt wurde. Durch Lektüre eines dieser Werke empfing Marthe Robin entscheidende Anregungen für die Gründung ihrer Foyers de Charité.

## Werke
- L'hostie et le prêtre. Le coeur eucharistique de Jésus. Librairie St Paul, Paris 1888, 1910.